# Jos van Emden
Jos van Emden (ur. 18 lutego 1985 w Schiedam) – holenderski kolarz szosowy.

## Najważniejsze osiągnięcia
2006
- 1. miejsce na 4. etapie Tour de Normandie

2007
- 1. miejsce w Münsterland Giro

2008
- 1. miejsce na 6. etapie Tour de Normandie
- 1. miejsce na 1. etapie Rhone Alpes Isère Tour
- 1. miejsce na 5. etapie Vuelta a León

2010
- 1. miejsce w mistrzostwach Holandii (jazda ind. na czas)
- 2. miejsce w Delta Tour Zeeland
- 2. miejsce w Hel van het Mergelland

2011
- 5. miejsce w Eneco Tour
- 3. miejsce w Delta Tour Zeeland

2013
- 1. miejsce w Münsterland Giro

2014
- 3. miejsce w mistrzostwach Holandii (jazda ind. na czas)

2015
- 1. miejsce na 4. etapie (jazda ind. na czas) Eneco Tour

2017
- 1. miejsce na 21. etapie Giro d’Italia (jazda ind. na czas)

2019
- 1. miejsce w mistrzostwach Holandii (jazda ind. na czas)
- 1. miejsce w mistrzostwach świata (mieszana jazda drużynowa na czas)

2021
- 3. miejsce w mistrzostwach Europy (mieszana jazda drużynowa na czas)
- 2. miejsce w mistrzostwach świata (mieszana jazda drużynowa na czas)